# Zoo Tycoon
Zoo Tycoon é uma série de jogos eletrônicos de simulação econômica e gerenciamento, na qual os jogadores constroem, administram e desenvolvem zoológicos. A série foi originalmente desenvolvida pela Blue Fang Games e publicada pela Microsoft Studios. Seu primeiro título foi lançado em 17 de outubro de 2001 para Microsoft Windows, tornando-se um sucesso comercial e de crítica, focando na criação de habitats, cuidados com os animais e gestão financeira do parque.
Ao longo dos anos, a série recebeu sete pacotes de expansão entre 2001 e 2008, além de duas sequências principais: Zoo Tycoon 2 (2004), que introduziu gráficos em 3D e maior interatividade, e uma versão totalmente reformulada em 2013 para Xbox 360 e Xbox One, desenvolvida pela Frontier Developments. Posteriormente, essa versão recebeu uma remasterização intitulada Zoo Tycoon: Ultimate Animal Collection, lançada em 2017 para Xbox One e Microsoft Windows.
A série é reconhecida por sua proposta educativa, proporcionando aos jogadores uma experiência que combina entretenimento com a conscientização sobre a preservação animal e o bem-estar dos animais em cativeiro.

## Jogabilidade
Zoo Tycoon é um jogo de simulação de zoológico, onde os jogadores administram seu próprio zoológico fictício. Eles devem comprar e cuidar dos animais, construir habitats adequados, contratar funcionários e cuidar dos visitantes. O objetivo é gerar receita e manter os animais e visitantes felizes. O jogo possui modos de Treinamento, Cenário, Desafio e Estilo Livre. No modo Cenário, os jogadores devem cumprir objetivos específicos para desbloquear itens. No modo Desafio, enfrentam objetivos com recursos limitados. Já o modo Estilo Livre permite construir um zoológico do zero. Zoo Tycoon oferece uma experiência de simulação de zoológico envolvente e criativa.

## História do desenvolvimento
A Blue Fang Games foi fundada em 1998 e pretendia criar um jogo com animais. Sendo inspirados por RollerCoaster Tycoon decidiram fazer o jogo conter recursos financeiros para administração do zoológico.

## Jogos

### Zoo Tycoon(2001)
Zoo Tycoon, lançado em 2001, foi seguido em 2002 por dois pacotes de expansão: Dinosaur Digs e Marine Mania. Em um ano, Zoo Tycoon vendeu mais de 1 milhão de unidades, alcançando o status de mais vendido nas paradas de software.  Além disso, um download gratuito de Espécies Ameaçadas estava disponível no Microsoft.com. Em 2003, Zoo Tycoon: Complete Collection foi lançado, incluindo tudo: o jogo original, os pacotes de expansão e o conteúdo para download.

### Zoo Tycoon 2(2004)
Zoo Tycoon 2 foi lançado em 2004 e foi seguido pelo primeiro pacote de expansão, Endangered Species, em 2005. The African Adventure e Marine Mania foram lançados no ano seguinte. Também disponível como download premium estava o Dino Danger Pack, disponível para compra com cartão de crédito no site do Zoo Tycoon. Finalmente, Extinct Animals foi lançado em 2007.
Zookeeper Collection foi uma compilação do jogo original, as expansões Endangered Species e African Adventure. Ultimate Collection foi uma compilação do jogo original e todas as suas expansões.

### Zoo Tycoon(2013)
A Microsoft lançou um jogo Zoo Tycoon para Xbox One e Xbox 360 em 2013 como um título de lançamento do Xbox One.
A Microsoft anunciou uma remasterização do jogo de 2013, Zoo Tycoon: Ultimate Animal Collection, para Microsoft Windows e Xbox One em 20 de agosto de 2017. Possui resolução 4K, HDR e suporte a 60 FPS no Xbox One X. Além de gráficos e jogabilidade aprimorados, novos animais como cangurus, coalas e pumas foram incluídos. Foi lançado em 31 de outubro de 2017. Existem várias campanhas e desafios com animais de todo o mundo.

### Edições portáteis e móveis
Além da série principal, existem vários jogos portáteis e móveis. Zoo Tycoon DS (2005) e Zoo Tycoon 2 DS (2008). Zoo Tycoon 2 e sua expansão Marine Mania estão disponíveis para o celular. Com exceção de Zoo Tycoon 2 DS, nenhum desses jogos foi desenvolvido pela Blue Fang Games. Zoo Tycoon: Friends foi um título free-to-play desenvolvido pela Behaviour Interactive, lançado em 2014. Em abril de 2015, a Microsoft desligou permanentemente os servidores do Zoo Tycoon: Friends devido a problemas técnicos.

### Jogo de tabuleiro
Zoo Tycoon: The Board Game começou seu Kickstarter em outubro de 2022 e acabou sendo lançado em setembro de 2023.